# Heinrich Christoph von Wolframsdorf
Heinrich Christoph von Wolframsdorf (* 4. Februar 1646; † 17. Juni 1689 in Ellwangen) war im ausgehenden 17. Jahrhundert Fürstpropst der Fürstpropstei Ellwangen.

## Leben
Heinrich Christoph stammte aus dem thüringischen Adelsgeschlecht von Wolframsdorf. Er war Kanoniker in Wimpfen und wurde im Sommer 1666 für den im März verstorbenen Johann Philipp Speth von Zwiefalten Kanoniker der Fürstpropstei Ellwangen. Zum Kapitular stieg er im Oktober 1669 auf. Am 26. September 1671 erhielt er das Amt des Dekans und wurde am 2. Oktober 1687 zum Fürstpropst gewählt. Er starb mit 43 Jahren und wurde in Ellwangen bestattet. Sein Wappen findet man außen an der östlichen Chorapsis der Wallfahrtskirche Schönenberg.